# Juan Ponce de León
Juan Ponce de León (n. 1474, Tierra de Campos Palencia; d. iulie 1521, Havana) a fost un conchistador spaniol și primul guvernator al Puerto Rico.
S-a născut într-o familie de nobili spanioli și a luptat împotriva maurilor în Spania.
Coroana spaniolă îl încurajează să plece în căutarea Fântânii Tinereții. El a aflat de ea de la indieni despre o insulă numită Bimini unde s-ar fi găsit această fântână.
A murit în 1521 rănit de o săgeată într-o confruntare cu indienii, nu înainte de a se întoarce în Cuba.
1. 1 2  Genealogics